# Дынха IV
Мар Дынха IV Ханания (15 сентября 1935, дер. Дарбандоке, близ Шаклавы, Королевство Ирак — 26 марта 2015) — католикос-патриарх Ассирийской церкви Востока.

## Биография
Родился в Ираке. Получил первоначальное образование под руководством своего деда священника Беньямина Соро. В 1947 году заботу о его обучении взял на себя митрополит Ирака Мар Йосип Ханишо. После двух лет усердного учения получил богословское образование, позволившее ему начать церковное служение.
12 сентября 1949 года рукоположён в диаконы в церкви Мар-Юханна в Харире.
15 августа 1957 года рукоположён в священники. Рукоположение совершил его учитель Йосип Хандишо.
17 октября 1968 года в церкви Мар Геваргис (святого Георгия) в Тегеране патриарх-католикос Мар Шимун XXI Ишая рукоположил его в епископы Ассирийской церкви Востока. Епископ Ханания занял кафедру в Тегеране.
В 1976 году избран католикосом-патриархом и принял имя Мар Дынха IV. Дынха IV отменил наследование патриаршего престола.
В 1988 году посещал СССР в связи с 1000-летием Крещения Руси. В 2014 году посетил Россию в связи со 100-летием с момента массового переселения ассирийцев в Россию.